# Friedhelm Hengsbach

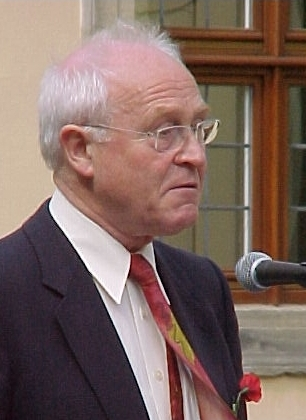
Friedhelm Hengsbach, 2000

Friedhelm Hengsbach SJ (* 15. Juli 1937 in Dortmund) ist ein deutscher Ökonom, Jesuit und Sozialethiker.

## Leben
Nach dem Abitur trat Friedhelm Hengsbach 1957 als Zwanzigjähriger der Gesellschaft Jesu bei und studierte 1959 bis 1962 an der ordenseigenen Hochschule für Philosophie München. Von 1962 bis 1964 absolvierte er ein pädagogisches Praktikum in Büren. Von 1964 bis 1968 studierte er Katholische Theologie an der Philosophisch-Theologischen Hochschule Sankt Georgen und von 1968 bis 1972 Wirtschaftswissenschaften an der Ruhr-Universität Bochum.
1967 empfing Hengsbach das Sakrament der Priesterweihe. 1977 wurde er mit einer Arbeit zur Frage der Assoziierung afrikanischer Staaten an die Europäischen Gemeinschaften promoviert; 1982 habilitierte er sich mit einer Schrift zum Thema Arbeitsethik (Die Arbeit hat Vorrang – eine Option katholischer Soziallehre).
Von 1977 bis 1982 war Hengsbach Lehrbeauftragter, von 1985 bis zu seiner Emeritierung 2005 Professor für Christliche Sozialwissenschaft bzw. Wirtschafts- und Gesellschaftsethik an der Philosophisch-Theologischen Hochschule Sankt Georgen in Frankfurt am Main. Er leitete von 1992 bis 2006 das Nell-Breuning-Institut für Wirtschafts- und Gesellschaftsethik.
Bis zu seiner Emeritierung war Hengsbach Mitglied im wissenschaftlichen Beirat von Attac.
2018 war Hengsbach Gründungsmitglied der Bürgerbewegung Finanzwende.
Von 2008 bis 2024 gehörte Hengsbach der Jesuitenkommunität im Heinrich-Pesch-Haus in Ludwigshafen am Rhein an. Seit 2024 lebt er in einem Altenheim des Ordens in Köln.

## Wirken
Hengsbachs Arbeiten kreisen um die Themen Zukunft der Arbeitsgesellschaft, Verbindung von Erwerbssystem und sozialer Sicherung, politische Wirtschaftsethik und die Theorie demokratiefähiger Marktwirtschaften. Hengsbach hält regelmäßig Vorträge und ist ein gern gesehener Gast in Diskussionsrunden. In seinen Schriften kritisierte Hengsbach stets die auf politischer Ebene getroffenen Maßnahmen gegen die steigenden Arbeitslosenzahlen.  Der CDU-geführten Regierung unter Bundeskanzler Helmut Kohl (1982–1998) hielt er vor, durch Entlastung der Leistungsstarken und Sozialabbau die soziale Spaltung der Gesellschaft zu verstärken. Er forderte, dass die sozialen Sicherungssysteme nicht mehr allein über die Erwerbsarbeit der abhängig Beschäftigten finanziert werden sollten, sondern auch durch Einkommen aus Unternehmertätigkeit und Vermögen. Er sprach sich stets für Arbeitszeitverkürzungen und eine Neuverteilung der Arbeit aus. Mögliche neue Arbeitsstellen sah er bei den personennahen Dienstleistungen und im umweltgerechten Umbau der Energiewirtschaft und der Verkehrssysteme.
Auch die rot-grüne Regierung (1998–2005) unter Bundeskanzler Gerhard Schröder und deren  Reformen (Agenda 2010) wurden Ziel seiner Kritik. Die von der Politik genannten Ursachen für die schlechte Situation am Arbeitsmarkt wie Globalisierung, demographischer Wandel oder hohe Lohnnebenkosten ließ Hengsbach nicht gelten und bezweifelte, dass durch die Reformen Arbeitsplätze geschaffen würden. Im Oktober 2010 war er Mitinitiator der Initiative „Vermögensteuer jetzt!“, die sich für die Wiedererhebung der Vermögensteuer in Deutschland einsetzte.
2011 bezeichnete er die Arbeitsmarktpolitik der Regierungen der vergangenen 30 Jahre als völlig verfehlt. Sie sei gekennzeichnet von einer „völligen Demontage der solidarischen Sozialversicherungen“ und einer „Entregelung sicherer Arbeitsverhältnisse“. Die Regierungen seien schlicht vor der Wirtschaft eingeknickt und hätten dabei die Maßstäbe der Sozialethik vergessen. Von der Amtskirche seien hier kaum positive Impulse zu erwarten: Die Mächtigen in der Kirche suchten den Schulterschluss mit den Mächtigen in Staat und Wirtschaft. Die Kirche agiere zudem am Arbeitsmarkt wie die Industrie und verstoße gegen das Gemeinsame Wort der Kirchen.

## Familie
Friedhelm Hengsbach ist ein Cousin von Franz Kardinal Hengsbach.

## Auszeichnungen
- 1998 Gustav-Heinemann-Bürgerpreis

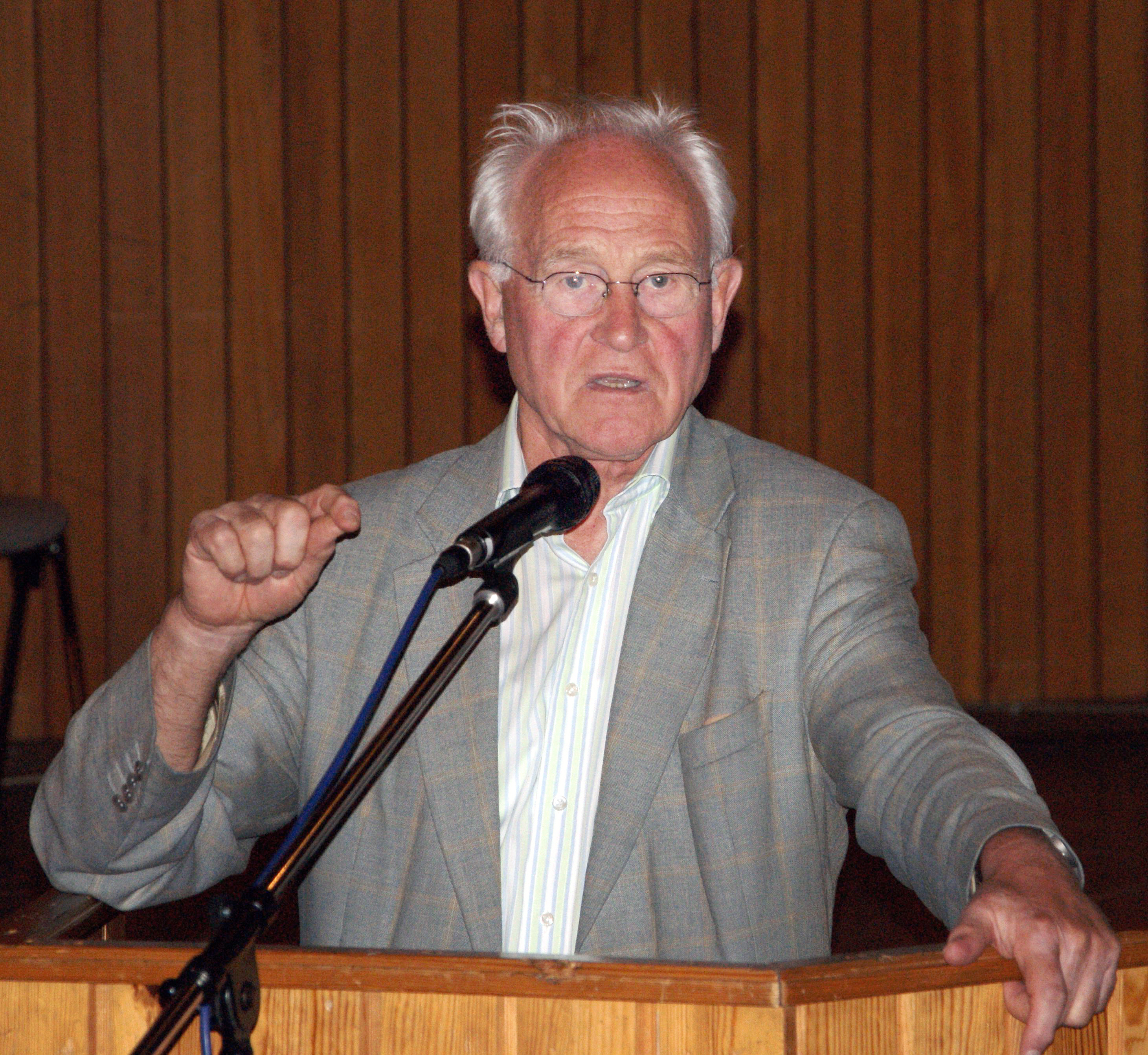
Friedhelm Hengsbach, 2009

- 2004 „Regine-Hildebrandt-Preis für Solidarität bei Arbeitslosigkeit und Armut“[5]
- 2006 „Marburger Leuchtfeuer für soziale Bürgerrechte“ der Humanistischen Union Marburg und des Magistrats der Stadt Marburg[6]
- 2010 Walter-und-Marianne-Dirks-Preis des Frankfurter Haus am Dom und des Hauses der Volksarbeit[7][8]

## Schriften (Auswahl)
- Die Assoziierung afrikanischer Staaten an die europäischen Gemeinschaften. Eine Politik raumwirtschaftlicher Integration? Nomos, Baden-Baden 1977, ISBN 3-7890-0293-3.
- als Herausgeber mit Bernhard Emunds und Matthias Möhring-Hesse: Jenseits katholischer Soziallehre. Neue Entwürfe christlicher Gesellschaftsethik. Patmos, Düsseldorf 1993, ISBN 3-491-77932-4.
- als Herausgeber mit Matthias Möhring-Hesse: Eure Armut kotzt uns an! Solidarität in der Krise. Fischer, Frankfurt am Main 1995, ISBN 3-596-12945-1.
- mit Matthias Möhring-Hesse: Aus der Schieflage heraus: Demokratische Verteilung von Reichtum und Arbeit. 2. Auflage. Dietz, Bonn 1999, ISBN 3-8012-0278-X.
- Die andern im Blick. Christliche Gesellschaftsethik in den Zeiten der Globalisierung. Wissenschaftliche Buchgesellschaft, Darmstadt 2001, ISBN 3-534-11897-9.
- Das Reformspektakel. Warum der menschliche Faktor mehr Respekt verdient (= Herder Spektrum 5544). 2. Auflage. Herder, Freiburg 2004, ISBN 3-451-05544-9.
- Das Proletariat. In: Werner Sombart, Friedhelm Hengsbach SJ: Das Proletariat (= Die Gesellschaft, N.F. 1). Metropolis, Marburg 2008, ISBN 978-3-89518-650-9, S. 91–207.
- Ein anderer Kapitalismus ist möglich! Wie nach der Krise ein Leben gelingt. VAS Verlag für Akademische Schriften, Bad Homburg 2009, ISBN 978-3-88864-460-3.
- Gottes Volk im Exil. Anstöße zur Kirchenreform. Publik-Forum Verlag, Oberursel 2011, ISBN 978-3-88095-216-4.
- Die Zeit gehört uns. Widerstand gegen das Regime der Beschleunigung. Westend-Verlag, Frankfurt am Main 2012, ISBN 978-3-86489-025-3.
- Entgifteter Kapitalismus – faire Demokratie. Texte zur Reform von Kirche, Wirtschaft und Gesellschaft. Herausgegeben von Bernhard Emunds, Judith Hahn und Matthias Möhring-Hesse. Grünewald, Ostfildern 2013, ISBN 978-3-7867-2952-5 (enthält auch ein Gespräch der Herausgeber mit Friedhelm Hengsbach und deren Einführungen in die Hauptthemen von Hengsbachs Schriften).
- Teilen, nicht töten. Westend Verlag, Frankfurt am Main 2014, ISBN 978-3-86489-069-7.[9]
- Entregelung sicherer Arbeitsverhältnisse. Bund-Verlag, Frankfurt am Main 2016, ISBN 978-3-7663-6591-0.
- „Was ist los mit dir, Europa?“ Für mehr Gerechtigkeit, Frieden und Solidarität! Westend Verlag, Frankfurt am Main 2017, ISBN 978-3-86489-166-3.